# Algirdas Vapšys
Algirdas Vapšys (* 30. November 1933 in Salakas, Rajon Zarasai; † 17. September 2021 in Vilnius) war ein litauischer Bauingenieur.

## Leben
Nach dem Abitur 1952 an der Mittelschule absolvierte Vapšys 1957 das Diplomstudium an der Fakultät für Hydrotechnik am Politechnikos institutas in Kaunas. Von 1958 bis 1965 arbeitete er im Bautrest Vilnius und von 1966 bis 1975 im 1. Bautrest Vilnius. Von 1980 bis 1990 war Vapšys stellvertretender Bauminister Sowjetlitauens und von 1992 bis 1994 Minister für Bau und Urbanistik im Kabinett Šleževičius. Von 2001 bis 2006 arbeitete er als Berater des Ministerpräsidenten Algirdas Brazauskas. Ab 1989 lehrte Vapšys als Dozent am VISI-Institut.

## Quelle
- Tarybų Lietuvos enciklopedija. 4 tomas, S. 451. Algirdas Vapšys.